# 최윤식 (미래학자)
최윤식(1971년 ~ )은 대한민국의 미래학자이다. 아시아미래인재연구소 소장로 활동했다.

## 학력
- 휴스턴대학교 대학원 미래학 석사
- 피닉스대학교 대학원 경영학 박사

## 경력
- 한국뉴욕주립대학교 미래기술경영연구원 원장
- 한국뉴욕주립대학교 기술경영학과 연구교수
- 국제경영원 최고위과정 주임교수
- 아시아미래인재연구소 소장

## 저서
- 《앞으로 5년 미중전쟁 시나리오》. 지식노마드. 2018년. ISBN 9791187481423
- 《미래학자의 통찰의 기술》. 김영사. 2019년. ISBN 9788934995142
- 《앞으로 3년, 대담한 투자》. 지식노마드. 2020년. ISBN 9791187481805
- 《당신 앞의 10년, 미래학자의 일자리 통찰》. 김영사. 2020년. ISBN 9788934986324